# Hășmaș

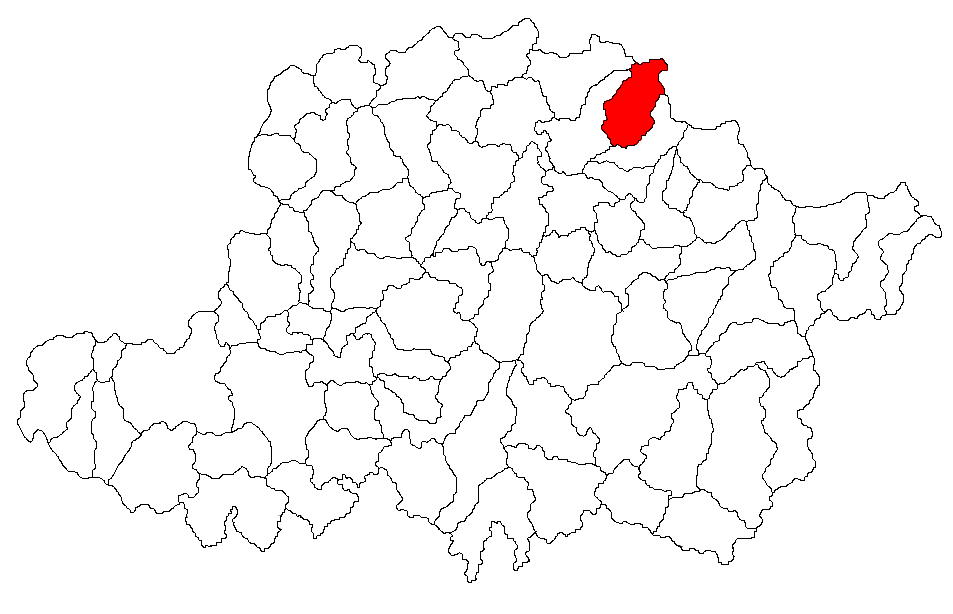
Kommunens läge och utbredning i distriktet Arad.

Hășmaș är en kommun i länet Arad i Rumänien. Hășmaș ligger i norra delen av Ineusänkan, nära Căranduluikullarna längs Hășmașfloden. Den omfattar 8 844 hektar. Enligt 2002 års folkräkning fanns det i kommunen 1 460 invånare, varav mer än 96 procent var rumäner. Övriga var romer. Det finns spår av tvåtusen år gamla befästningar i Clit, liksom lergods och redskap i järn från dakisk tid. Befolkningen lever på lantbruk, boskapsuppfödning och skogsbruk samt viss turism i form av jakt och fiske.